# Сит
Сит (на иврит: שֵׁתֿ, Шет – положение, основание, утвърждаване, т.е. наместник, на гръцки: Σηθ, на арабски: شيث), срещан в превод от руски и като Сиф, е третият син на Адам и Ева и брат на Каин и Авел.
По библейското предание Ева родила третия син на Адам – Сит, след убийството от Каин на Авел, и след като Господ Бог, т.е. Ел, проклел Каин и неговото потомство. Той е роден в 130 г. от библейско-еврейското сътворение на света , по подобие на Адам, когато той е бил на 230 години и е живял 912 години според превода на седемдесетте. Той получи името си, което означава „заместител“, защото Ева вярва, че Бог ѝ даде друга рожба вместо Авел и замени Авел като водач на доброто поколение на Бог след убийството му от Каин.
Според Книгата на Битие Сет е роден, когато Адам е бил на 130 години (според Масоретичния текст), или на 230 години (според Септуагинтата), „син по подобие и образ“. Родословието се повтаря в 1 „Летописи 1: 1 – 3“.„Битие 5: 4 – 5“ гласи, че Адам е родил „синове и дъщери“ преди смъртта си, на възраст 930 години. Според „Битие“ Сет доживява до 912 г. (2962 г. пр. н. е.)
Поколението на Сит ще бъде спасено от потопа чрез Ной и ще продължи човечеството. Тя се отнася до родословната линия от Адам до Ной и е втората след Адам, която продължава родословното дърво до Иисус Христос. Въпреки че Книгата на юбилеите споменава, че името на съпругата му е Азура, тази конкретна книга се счита за фалшива и окултна от повечето големи църкви, включително православната.

## В Юдаизма
Фигури на Сит в псевдепиграфските текстове на Живота на Адам и Ева (Апокалипсисът на Мойсей). Той разказва живота на Адам и Ева от изгонването им от Едемската градина до смъртта им. Докато оцелелите версии са съставени от началото на 3-ти до 5 век, 252 литературните единици в произведението се считат за по-стари и предимно от еврейски произход. Съществува широко съгласие, че оригиналът е съставен на семитски език: 251 през I в. Сл. Н. Е. / 4 г.: 252 В гръцките версии Сит и Ева пътуват до вратите на градината, за да просят масло от Дървото на милостта (т.е. Дървото на живота). По пътя Сит е нападнат и ухапан от див звяр, който си отива, когато е заповядано от Сит. По това време св. Архангел Михаил отказва да им даде маслото, но обещава да го даде в края на времето, когато цялата плът ще бъде възкресена, райските наслади ще бъдат дадени на светите хора и Бог ще бъде сред тях. На връщане Адам казва на Ева: „Какво направи? Направи си върху нас голям гняв, който е смърт.“ (глави 5 – 14) По-късно само Сит става свидетел на въздигането на Адам на погребението му в божествена колесница, която го откарва в райската градина. Раши (равин Шломо Ицзаки) се отнася до Сит като родоначалник на Ной и следователно баща на цялото човечество, всички останали хора, загинали във Великия потоп. Сит се възприема от Ева като заместител, даден от Бог на Авел, когото Каин е убил.Твърди се, че в края на живота си Адам е дал на Сит тайни учения, които ще станат Кабала. Зохар се позовава на Сит като „прародител на всички поколения на цадиким“ (на иврит: праведни). Според Seder Olam Rabbah, въз основа на еврейските сметки, той е роден през 130 г. сутринта. Според Агада той е имал 33 сина и 23 дъщери. Според Seder Olam Rabbah той е починал през 1042 г.

## в Християнството
Сит е отбелязан като един от светите предци в Календара на светиите на Арменската апостолска църква, заедно с Адам, Авел и други, с празник на 26 юли. Той също е включен в родословието на Исус, според „Лука 3: 23 – 38“.
Ситите са били християнска гностическа секта, която може да датира съществуването си преди християнството  Тяхното влияние се разпространява из цялото Средиземноморие в по-късните системи на базилидеите и валентианците. Мисленето им, въпреки че е предимно иудейско в основата си, може да бъде силно повлияно от платонизма. Ситианците са така наречени за тяхното почитане на библейския Сит, който е изобразен в митовете за тяхното творение като божествено въплъщение; следователно, потомството или „потомството“ на Сит се счита за съставено от превъзходен избраник в човешкото общество.

## В Исляма
Въпреки че Коранът не споменава Сит, той е почитан в ислямската традиция като трети и праведен син на Адам и Ева и се разглежда като дар, дарен на Адам след смъртта на Авел. Сунитският учен и историк ибн Катир в своя тарих (книга с история), Ал-Бидая уа-н-нихая записва, че Сит, пророк като баща му Адам, предава Божия закон на човечеството след смъртта на Адам. и го поставя сред възвишените допотопни патриарси от Поколенията на Адам. Някои източници казват, че Сит е получил писанията. За тези писания се казва, че са „първите писания“, споменати в Quran 87:18. Средновековният историк и екзегети ал-Табари и други учени казват, че Сет е погребал Адам и тайните текстове в гроба на Адам, т.е. „Пещерата на съкровищата“.
В ислямската литература се твърди, че Сит се е родил, когато Адам е бил на 100 и че Адам е назначил Сит за водач на своя народ. Сирийският историк и преводач от 11 век Ал-Мубашшир ибн Фатик записва максимите и афоризмите на древните философи в своята книга Kitāb mukhtār al-ḥikam wa-maḥāsin al-kalim и включва глава за Сит. В рамките на ислямската традиция Сит притежава мъдрост от няколко вида; познание за времето, пророчество за бъдещия Велик потоп и вдъхновение за методите на нощната молитва. Ислямът, юдаизмът и християнството проследяват генеалогията на човечеството обратно до Сит, тъй като Авел не е оставил наследници, а наследниците на Каин, според традицията, са били унищожени от Великия потоп. Много традиционни ислямски занаяти са проследени до Сит, като например изработката на рогови гребени. Сет също играе роля в суфизма, а Ибн Араби включва глава в своите „Рамки на мъдростта за Сит“, озаглавена „Мъдростта на изтичането в словото на Сит“.
Някои традиции локализират гробницата на Сит в село Ал-Наби Шайт (бук. „Пророкът Сит“) в планините над долината Бека в Ливан, където има джамия, кръстена на него. Тази гробница е описана от географа от 12 век Ибн Джубайр. Съперническа традиция, спомената от по-късните средновековни арабски географи от 13 век нататък, поставя гробницата на Наби Шит („Пророк Сит“) в палестинското село Башит, югозападно от село Рамла. Според Палестинския фонд за проучване, Bashshit означава Beit Shith, т.е. „Домът на Сит“. Селото е обезлюдено със създаването на Държавата Израел през 1948 г., но трикуполната конструкция, за която се казва, че е гробницата на Сит, е оцеляла в израелския мошав Асерет, построен на мястото.
Дванадесет фута дълъг гроб, разположен в джамията Хазрат Шис Джинати, в Айодхя, в щата Утар Прадеш в Индия, се смята, че е от Хазрат Шийс или Пророка Сит.